# Dawoodi
Dawoodi (daudi, bohrowie dawooodi) (arab. داؤدی بوہرہ) – główna gałąź bohrów. Ich 52 da'iem jest Syedna Mohammed Burhanuddin. Zamieszkują głównie Indie. Znani są z prowadzenia drobnego i średniego handlu oraz prowadzenia licznych placówek oświatowych. W latach 80. oddzieliła się od nich liberalna grupa, która przyjęła nazwę Postępowych Bohrów Dawoodi. Wyznanie liczy ok. 1,2 miliona członków (2010).